# فرنسيسكو خافيير فلوريس تشافيز
فرنسيسكو خافيير فلوريس تشافيز هو سياسي مكسيكي، ولد في 19 فبراير 1966 في ولاية خاليسكو في المكسيك. نشط حزبياً في حزب العمل الوطني. وقد انتخب عضو مجلس النواب المكسيك ‏.